# Sarbanissa bala
Sarbanissa bala är en fjärilsart som beskrevs av Moore 1865. Sarbanissa bala ingår i släktet Sarbanissa och familjen nattflyn. Inga underarter finns listade.